# 6667 Sannaimura
6667 Sannaimura este un asteroid din centura principală de asteroizi.

## Descriere
6667 Sannaimura este un asteroid din centura principală de asteroizi. A fost descoperit pe 14 martie 1994 la Yatsugatake de Yoshio Kushida și Osamu Muramatsu. Asteroidul prezintă o orbită caracterizată de o semiaxă mare de 2,36 ua, o excentricitate de 0,08 și o înclinație de 5,6° în raport cu ecliptica.